# Ababil
Ababil, aves fabulosas citadas en el Corán, que, según la leyenda, fueron enviadas por Alá para atacar a los abisinios, frustrando sus designios de poner sitio a la Meca en el año 570, el mismo año del nacimiento de Mahoma.
El episodio se recoge en la azora 105 del Corán, llamada Al-Fil (El Elefante). El nombre viene de que, según la tradición, los abisinios llevaban un elefante blanco, animal que causó tan honda impresión a los árabes que llamaron a ese año `Am al-Fil o Año del Elefante.

 بِسْمِ اللّهِ الرَّحْمنِ الرَّحِيمِ
أَلَمْ تَرَ كَيْفَ فَعَلَ رَبُّكَ بِأَصْحَابِ الْفِيلِ
 أَلَمْ يَجْعَلْ كَيْدَهُمْ فِي تَضْلِيلٍ
 وَأَرْسَلَ عَلَيْهِمْ طَيْرًا أَبَابِيلَ
 تَرْمِيهِم بِحِجَارَةٍ مِّن سِجِّيلٍ
 فَجَعَلَهُمْ كَعَصْفٍ مَّأْكُولٍ
En el nombre de Dios, el Clemente, el Misericordioso
¿No has visto lo que hizo tu Señor con los del elefante?
¿No hizo fracasar sus planes?
Envió sobre ellos aves ababil
que les bombardearon con piedras de arcilla
dejándolos como un sembrado devorado

Algunos exegetas piensan que la azora describe, metafóricamente, al ejército abisinio diezmado por una epidemia, quizás transmitida por insectos voladores, ya que la palabra tair con que se califica a los ababil y que suele traducirse como "aves" o "pájaros", en puridad designa a todo aquello que vuela. La epidemia podría ser sarampión, que según comentaristas clásicos apareció en Arabia en aquella época y cuyo nombre árabe, hasba, tiene como significado original el de "apedrear".